# Aleksandr Korotkow
Aleksandr Michajłowicz Korotkow (ros.  Александр Михайлович Коротков; ur. 9 listopada?/22 listopada 1909 w Moskwie, zm. 27 czerwca 1961 tamże) – radziecki sportowiec, funkcjonariusz służb specjalnych i wojskowy (generał major).

## Życiorys
W 1923 rozpoczął sportową karierę zawodnika bandy, grając jako napastnik w 5 klubowym zespole Mossowieta, a od 1924 w moskiewskim Dynamo. 
Od grudnia 1928 był pracownikiem organów wywiadu (OGPU-NKWD), funkcjonariusz Wydziału Zagranicznego (INO) OGPU/NKWD ZSRR, od kwietnia 1936 do grudnia 1937 formalnie w Przedstawicielstwie Handlowym ZSRR w Berlinie, później przebywał nielegalnie w Paryżu, od 1938 pracownik Głównego Zarządu Bezpieczeństwa Państwowego, od 20 grudnia 1936 porucznik bezpieczeństwa państwowego. Od maja 1939 zastępca szefa Oddziału 1 Wydziału 5 Głównego Zarządu Bezpieczeństwa Państwowego, od grudnia 1940 do lipca 1941 3 sekretarz Pełnomocnego Przedstawicielstwa ZSRR/zastępca rezydenta NKWD w Berlinie pod pseudonimem Stiepanow, od 18 lipca 1941 starszy porucznik, a od 5 września 1941 kapitan bezpieczeństwa państwowego. W latach 1941–45 był szefem wydziału niemieckiego Pierwszego Głównego Zarządu (PGU) NKWD, 11 lutego 1943 awansowany na podpułkownika, a 23 lutego 1943 pułkownika bezpieczeństwa państwowego, od 1946 do 1950 zastępcą szefa PGU MGB ZSRR, a od 1954 do 1957 zastępcą szefa Pierwszego Zarządu Głównego Komitetu Bezpieczeństwa Państwowego. 14 stycznia 1956 mianowany generałem majorem KGB. Od 1957 był oficjalnym przedstawicielem KGB przy MBP NRD.

## Odznaczenia
- Order Lenina (25 czerwca 1954)
- Order Czerwonego Sztandaru (sześciokrotnie - 5 listopada 1944, 2 marca 1945, 20 lipca 1949, 25 sierpnia 1954, 18 grudnia 1956)
- Order Wojny Ojczyźnianej I klasy (21 kwietnia 1945)
- Order Czerwonej Gwiazdy (dwukrotnie - 20 września 1943 i 3 listopada 1944)
- Odznaka "Honorowy Funkcjonariusz Czeki/GPU (XV)" (9 maja 1938)
- Odznaka "Zasłużony Funkcjonariusz NKWD" (27 kwietnia 1940)
- Odznaka "Zasłużony Funkcjonariusz Bezpieczeństwa Państwowego"
- Krzyż Wojenny Czechosłowacki 1939 (Czechosłowacka Republika Socjalistyczna)
- Order Partyzanckiej Gwiazdy (Jugosławia) (1946)
- Order Zasług dla Ojczyzny (NRD) I klasy (1959)

I 4 medale.